# ZNF22
ZNF22 (англ. Zinc finger protein 22) – білок, який кодується однойменним геном, розташованим у людей на короткому плечі 10-ї хромосоми. Довжина поліпептидного ланцюга білка становить 224 амінокислот, а молекулярна маса — 25 915.
| 10         |  | 20         |  | 30         |  | 40         |  | 50         |
| ---------- |  | ---------- |  | ---------- |  | ---------- |  | ---------- |
| MRLAKPKAGI |  | SRSSSQGKAY |  | ENKRKTGRQR |  | QKWGMTIRFD |  | SSFSRLRRSL |
| DDKPYKCTEC |  | EKSFSQSSTL |  | FQHQKIHTGK |  | KSHKCADCGK |  | SFFQSSNLIQ |
| HRRIHTGEKP |  | YKCDECGESF |  | KQSSNLIQHQ |  | RIHTGEKPYQ |  | CDECGRCFSQ |
| SSHLIQHQRT |  | HTGEKPYQCS |  | ECGKCFSQSS |  | HLRQHMKVHK |  | EEKPRKTRGK |
| NIRVKTHLPS |  | WKAGTGRKSV |  | AGLR       |  |            |  |            |

A: Аланін

C: Цистеїн

D: Аспарагінова кислота

E: Глутамінова кислота

F: Фенілаланін

G: Гліцин

H: Гістидин

I: Ізолейцин

K: Лізин

L: Лейцин

M: Метіонін

N: Аспарагін

P: Пролін

Q: Глутамін

R: Аргінін

S: Серин

T: Треонін

V: Валін

W: Триптофан

Кодований геном білок за функцією належить до фосфопротеїнів. 
Задіяний у таких біологічних процесах, як транскрипція, регуляція транскрипції, ацетилювання. 
Білок має сайт для зв'язування з іонами металів, іоном цинку, ДНК. 
Локалізований у ядрі.